# 8740 Václav
A 8740 Vaclav (ideiglenes jelöléssel 1998 AS8) a Naprendszer kisbolygóövében található aszteroida. Miloš Tichý és Zdeněk Moravec fedezte fel 1998. január 12-én.